# Kościół w Järva-Madise
Kościół w Järva-Madise (est. Järva-Madise kirik) – średniowieczny kościół w Järva-Madise, pierwotnie katolicki, następnie protestancki. Wpisany do rejestru zabytków Estonii pod nr 14935.

## Historia
W 1238 r. król Danii Waldemar II zawarł z Zakonem Krzyżackim pokój w Stensby, na mocy którego prowincja Jerwia (Järvamaa) pozostawała częścią państwa zakonnego, podczas gdy położone bardziej na północ ziemie estońskie weszły w skład Księstwa Estonii, domeny króla duńskiego. Traktat zakazywał zakonowi działań uderzających w interesy sąsiadów pozyskanej prowincji, w pierwszej kolejności w interesy duńskie, w tym m.in. zabraniał budowy fortyfikacji i zamków. Zakon nie zastosował się do tych postanowień, wznosząc zamek w Paide, stolicy prowincji, a w innych miejscowościach blisko granicy - obronne kościoły. Kościół w Järva-Madise prawdopodobnie został wzniesiony w końcu XIII w. i rozbudowany w następnym stuleciu. W 1858 r. na jego elewacji zbudowano wieżę.

## Architektura
Kościół w Järva-Madise jest budowlą jednonawową, orientowaną, z geometrycznie zdobionym portalem od zachodu. Wnętrze świątyni wsparte jest na łukach posadowionych na konsolach. Dekoracyjny detal rzeźbiarski łuków wykonany został w stylu gotyckim.
Z XVII w. pochodzi ambona wykonana w pracowni rewelskiego mistrza Lüderta Heissmanna. Stanowiące jej część rzeźby wykonał zięć Heissmanna, rzeźbiarz Ehlert Tile. Z kolei kościelny ołtarz główny powstał po 1670 r. w pracowni Christiana Ackermanna. Z XVII w. pochodzi również rzeźbiona płyta nagrobna zachowana we wnętrzu świątyni. W 1867 r. w prezbiterium zawieszono obraz autorstwa T. Sprengela, zakrywając starszą dekorację malarską.